# Teatro Tuschinski
Il Regio Teatro Tuschinski (in olandese Koninklijk Theather Tuschinski, anche noto come Pathé Tuschinski), è un celebre e storico cinematografo e teatro per il varietà di Amsterdam, costruito in stile art déco e orientaleggiante tra il 1918 e il 1921 su progetto dell'architetto Heyman Louis de Jong e in seguito rinnovato.

Il teatro, che presenta decorazioni ad opera di Chris Bartels, Pieter de Besten e Jaap Gidding, prende il nome dal committente Abraham Icek Tuschinski (propriamente: Abraham Icek Tuszyński; 1886 – 1942), un uomo d'affari ebreo di origine polacca, immigrato nei Paesi Bassi e morto il 17 settembre 1942 nel campo di concentramento di Auschwitz.
Nel teatro Tuschinski si sono esibiti personaggi del calibro di Marlene Dietrich, Judy Garland, ecc. e un tempo vi si svolgevano le prime visioni delle grandi produzioni cinematografiche hollywoodiane. Attualmente vengono proiettate le prime visioni di film olandesi.

## Ubicazione
Il Teatro Tuschinski si trova nel Quartiere ebraico, ai numeri 26-34 di Reguliersbreestraat, via parallela al corso del fiume Amstel situata tra il Bloemenmarkt (il mercato dei fiori galleggiante) e la Muntplein (la piazza con la celebre Munttoren) da una parte e Rembrandtplein dall'altra, non lontano dal Museo Willet-Holthuysen e dal Blauwbrug.

## Caratteristiche
Dal punto di vista architettonico, l'edificio presenta elementi art déco uniti a quelli della Scuola di Amsterdam.
La facciata, in stile art déco, è di colore verde e oro. Ad essa si aggiungono due torri alte 26 metri.
Nel foyer vi sono numerosi lampadari, dipinti e un tappeto di 300 m², riproduzione di quello originale, realizzato nel 1984 da sessanta donne marocchine.
Attualmente il cinema è fornito di sei sale, realizzate in un secondo tempo rispettando lo stile originale. La sala più grande conta 789 posti, quella più piccola 105.
La capienza complessiva è di 1.290 posti.

## Storia
Nel 1918, al termine della prima guerra mondiale, l'immigrato ebreo di origine polacca Abraham Icek Tuschinski acquistò un terreno nel sobborgo di Duivelshoek (lett. Angolo del diavolo).
Tuschinski, imprenditore nel settore cinematografico, commissionò all'architetto Heyman Louis de Jong la costruzione di un teatro in loco.
Il Teatro Tuschinski aprì i battenti il 25 ottobre 1921. All'epoca, il teatro aveva una capienza di 1.620 posti.
Durante la II guerra mondiale il teatro cambiò nome, a causa dell'origine ebrea del cognome Tuschinski, venendo temporaneamente ribattezzato "Teatro Tivoli" (Theater Tivoli).
Dal 1998 al 2002 il teatro fu ristrutturato secondo il suo stile originale. Nello stesso periodo è stato ampliato, con la costruzione ex novo di una nuova ala moderna, collegata con il vecchio edificio da un corridoio. L'ampliamento ho aggiunto 3 auditorium al teatro.

## Galleria d'immagini

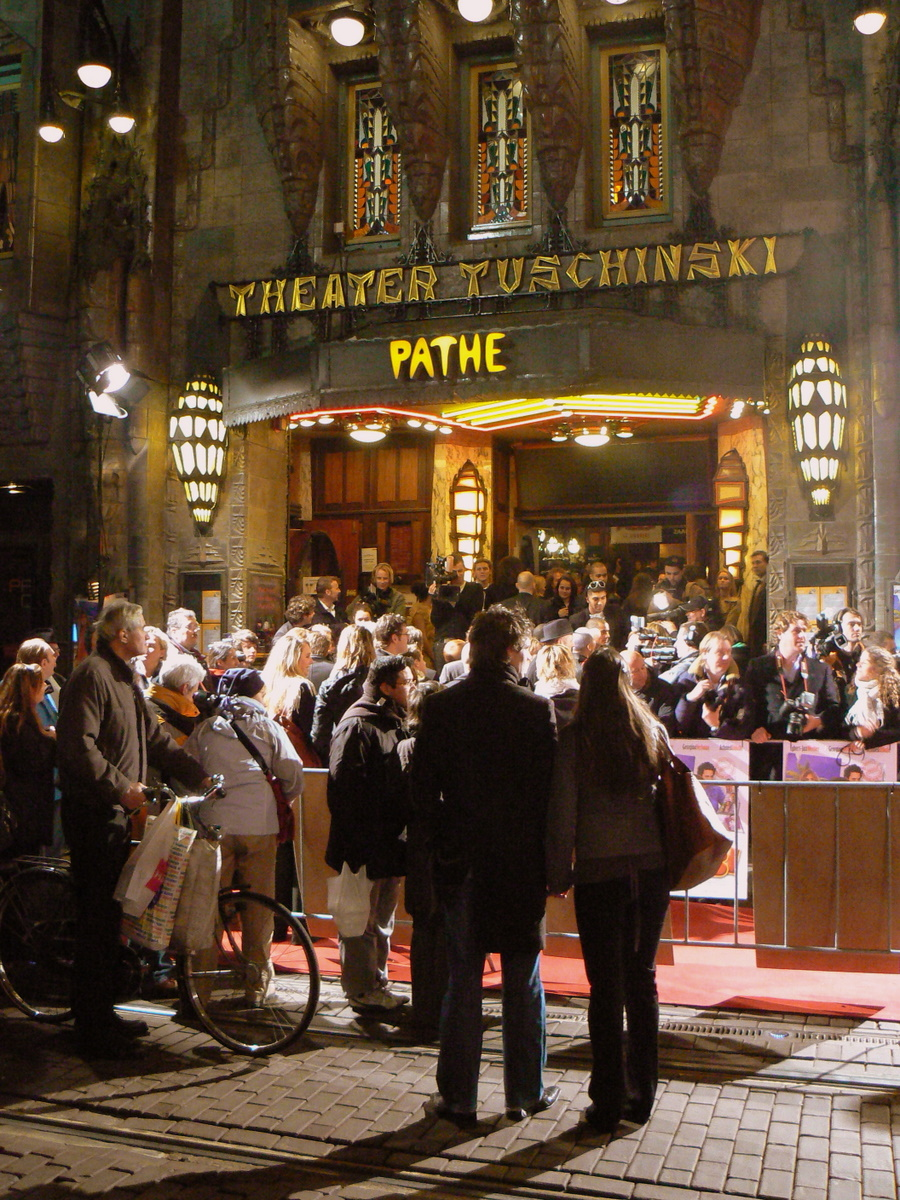
La prima di un film al Teatro Tuschinski
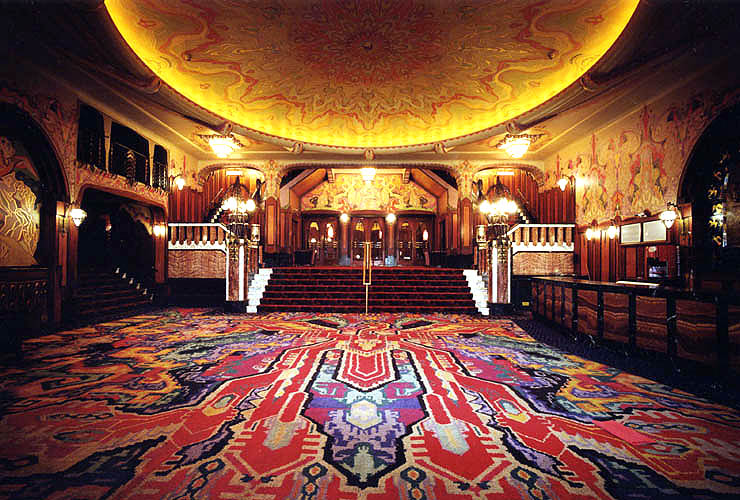
Il foyer del Tuschinski con il tappeto di 300 m²
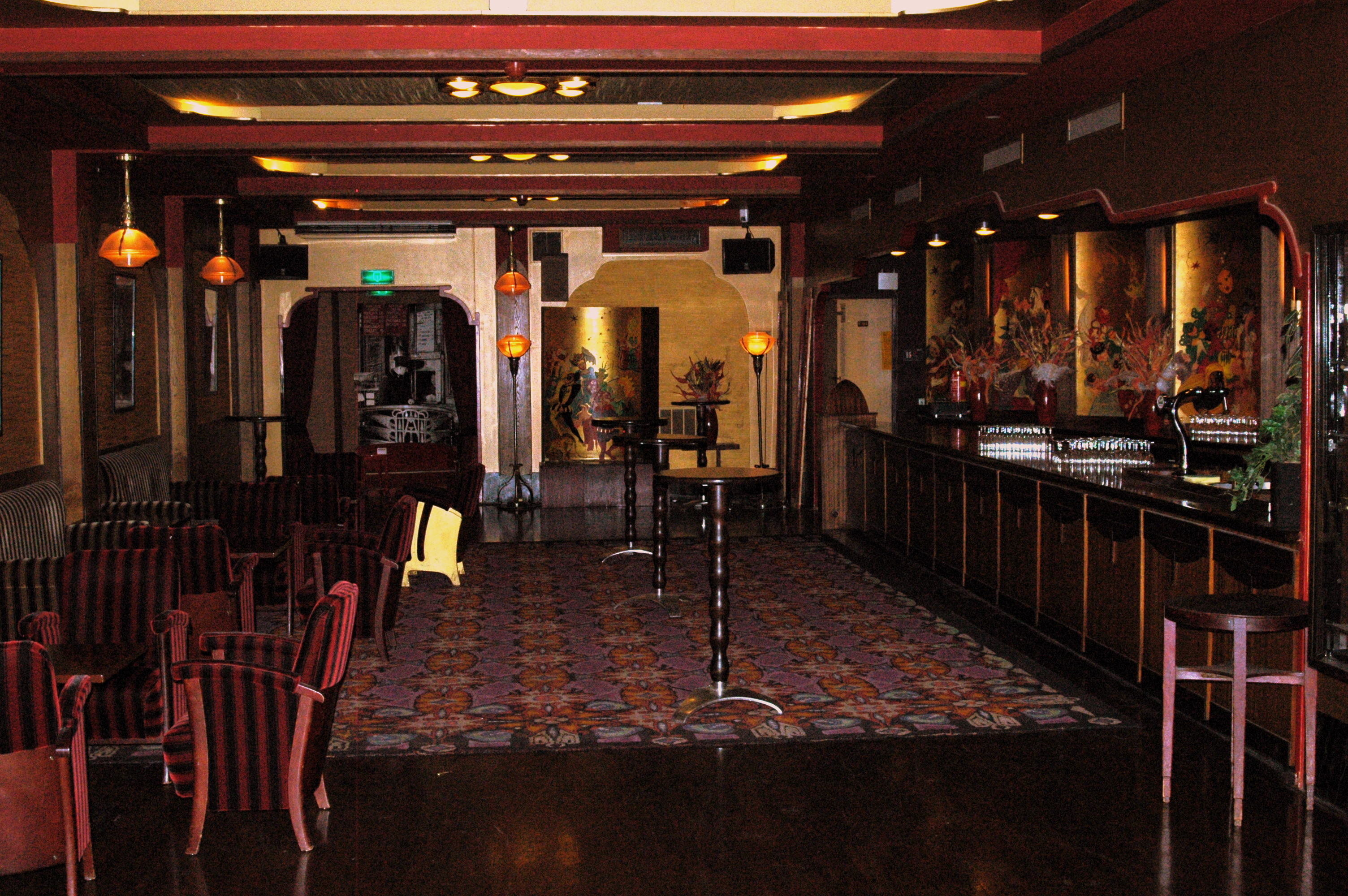
Il primo piano del Tuschinski